# Saint-Romain-sur-Cher

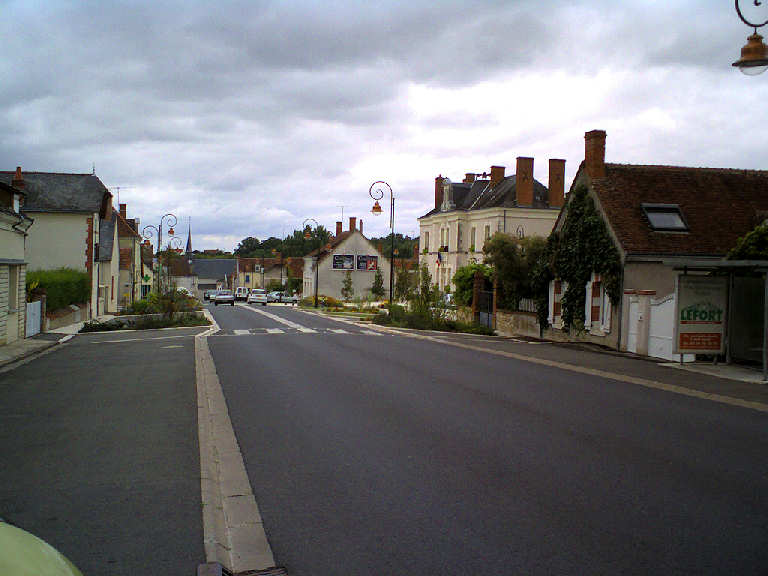
Saint-Romain-sur-Cher (2011)

Saint-Romain-sur-Cher ist eine französische Gemeinde mit 1.458 Einwohnern (Stand: 1. Januar 2022) im Département Loir-et-Cher in der Region Centre-Val de Loire. Sie gehört zum Arrondissement Romorantin-Lanthenay und zum Kanton Saint-Aignan. Die Einwohner werden Saint-Romanais genannt.

## Geographie
Saint-Romain-sur-Cher liegt etwa 29 Kilometer südlich von Blois am Flüsschen Rennes, einem Zufluss des Cher, der die Gemeinde im Südwesten begrenzt. Umgeben wird Saint-Romain-sur-Cher von den Nachbargemeinden Couddes im Norden, Méhers im Osten, Châtillon-sur-Cher im Südosten, Noyers-sur-Cher im Süden, Mareuil-sur-Cher im Südwesten, Thésée im Westen sowie Choussy im Nordwesten. 
Durch die Gemeinde führt die Autoroute A85.

## Bevölkerungsentwicklung
| Jahr                       | 1962 | 1968 | 1975 | 1982 | 1990 | 1999 | 2006 | 2018 |
| Einwohner                  | 1206 | 1087 | 1155 | 1213 | 1236 | 1289 | 1428 | 1468 |
| Quellen: Cassini und INSEE |      |      |      |      |      |      |      |      |

## Sehenswürdigkeiten
- Kirche Saint-Romain
- Herrenhaus Le Bas-Morlu mit Kapelle